# Oligoaeschna platyura
Oligoaeschna platyura är en trollsländeart som beskrevs av Maurits Anne Lieftinck 1940. Oligoaeschna platyura ingår i släktet Oligoaeschna och familjen mosaiktrollsländor. IUCN kategoriserar arten globalt som nära hotad. Inga underarter finns listade i Catalogue of Life.